# NGC 6663
NGC 6663 este o galaxie situată în constelația Lira. A fost descoperită în 29 mai 1887 de către Edward D. Swift⁠(d).